# Тумаркин, Даниил Давыдович
Дании́л Давы́дович Тума́ркин (21 сентября 1928, Ленинград — 26 сентября 2019, Москва) — советский и российский учёный, специалист в области этнографии и истории Океании, а также истории этнографии, исследователь жизни и творчества Н. Н. Миклухо-Маклая. Доктор исторических наук.

## Биография
Родился в 1928 году в Ленинграде в семье врачей Давида Самуиловича (Шмуйловича) Тумаркина (1886—1962), уроженца Рогачёва Могилёвской губернии (из семьи купца первой гильдии), и Розы Михайловны (Рухли Менделевны) Трахтенберг (1893—1973), уроженки Кишинёва. Отец был выпускником медицинского факультета Московского университета (1911), служил военврачом в годы Первой мировой и гражданской войн, а с 1925 по 1949 годы работал главврачом базовой больницы при новосозданном Ленинградском педиатрическом медицинском институте, заслуженный врач РСФСР (1948). Мать закончила Высшие женские медицинские курсы и Новороссийский университет в Одессе, служила начальником летучего санитарного отряда на Северо-Западном фронте во время Первой мировой войны (1916—1917), затем работала эпидемиологом в Наркомздраве и в Московском городском комитете здравоохранения, а после замужества в 1927 году — в городской санитарно-эпидемиологической станции Ленинграда.
В 1950 году окончил исторический факультет ЛГУ, до 1957 года преподавал историю в техникуме физической культуры и спорта. Первая научная работа была опубликована в 1954 году.
С 1957 года на работе в Институте этнографии и антропологии АН СССР. В 1962 году защитил кандидатскую диссертацию в Институте востоковедения АН СССР на тему «Вторжение колонизаторов на Гавайские острова и борьба гавайцев за сохранение независимости в 1778—1820 гг.».
В 1972 году защитил докторскую диссертацию в Институте этнографии АН СССР на тему «Гавайский народ и американские колонизаторы. 1820—1865 гг.». Активно изучал происхождение полинезийцев и историю заселения Полинезии, традиционную социальную организацию океанийских народов, особенно гавайцев, самоанцев и папуасов Новой Гвинеи.
В 1971 и 1977 годах возглавлял этнографические экспедиции на Берегу Маклая (Новая Гвинея), островах Тробриан, Хермит, Вануату, Фиджи, Тонга, Самоа, Тувалу, Кирибати и Науру.
В 1970—1980-х годах читал лекции и проводил семинары в университетах Англии, Франции, ГДР, Голландии, США и Австралии. В 1992 году удостоен стипендии Общества Миклухо-Маклая (Австралия). В 1966—80 годах был заместителем главного редактора, а в 1981—1991 годах — членом редколлегии журнала «Советская этнография». В 1988—1999 годах возглавлял в ИЭА РАН группу по изданию научного наследия Миклухо-Маклая, являлся главным редактором шеститомного собрания сочинений. В 1999 и 2003 годах выпустил два сборника «Репрессированные этнографы».
Автор более 300 работ, опубликованных на русском, английском, французском, немецком, испанском и японском языках.

## Основные работы
- Вторжение колонизаторов в «Край вечной весны»: гавайский народ в борьбе против чужеземных захватчиков в конце XVIII — начале XIX в. М.: Наука, 1964. — 190 с.
- Гавайский народ и американские колонизаторы: 1820—1865 гг. М.: Наука, 1971. — 443 с.
- Этнографы рассказывают. М.: Наука, 1979. — 165 с. (в соавт. с Ю. В. Бромлеем)
- Глазами этнографов. М.: Наука, 1982. — 270 с. (в соавт. с Ю. В. Бромлеем)
- Н. Н. Миклухо-Маклай: путешественник, учёный, гуманист. М.: Прогресс, 1985. — 279 с. (в соавт. с Б. Н. Путиловым)
- Н. Н. Миклухо-Маклай. Собрание сочинений в 6 тт. / Сост. и ред. Б. Н. Путилов и Д. Д. Тумаркин. М. Наука, 1990—1994.
- Репрессированные этнографы. В 2-х выпусках. 2-е изд. М.: Восточная литература, 1999, 2002.
- Белый папуас: Н. Н. Миклухо-Маклай на фоне эпохи. М.: Восточная литература РАН, 2011. — 623 с.
- Миклухо-Маклай: две жизни «белого папуаса». М.: Молодая гвардия, 2012. — 450 с. (в сер. «Жизнь замечательных людей»)

## Награды
- Премия имени Н. Н. Миклухо-Маклая (1972) — за книгу «Гавайский народ и американские колонизаторы», издание 1971 года
- Золотая медаль имени Н. М. Пржевальского РГО (2015) — за экспедиционные и теоретические труды по этнографии народов Океании, а также за обогащение и публикацию материалов о жизни и деятельности Н. Н. Миклухо-Маклая[3]